# Serbien och Montenegros riksvapen

Serbien och Montenegros riksvapen.

Serbien och Montenegros riksvapen var det officiella riksvapnet i unionen Serbien och Montenegro mellan 2003 och 2006 men antogs redan 1994 av parlamentet som dåvarande Jugoslaviens riksvapen, som just då fortfarande bestod av delrepublikerna Serbien och Montenegro. Riksvapnet var alltså identiskt med riksvapnet för Jugoslavien mellan åren 1994 och 2003. Riksvapnets inre sköld var en kombination mellan Serbiens statsvapen och Montenegros statsvapen. Dubbelörnen är en gemensam symbol för den egentligen samma etniska folkgruppen serber och montenegriner och har även blivit en symbol för deras samhörighet.